# Mylothris superbus
Mylothris superbus är en fjärilsart som beskrevs av Jan Kielland 1985. Mylothris superbus ingår i släktet Mylothris och familjen vitfjärilar. Inga underarter finns listade i Catalogue of Life.